# Dynamo

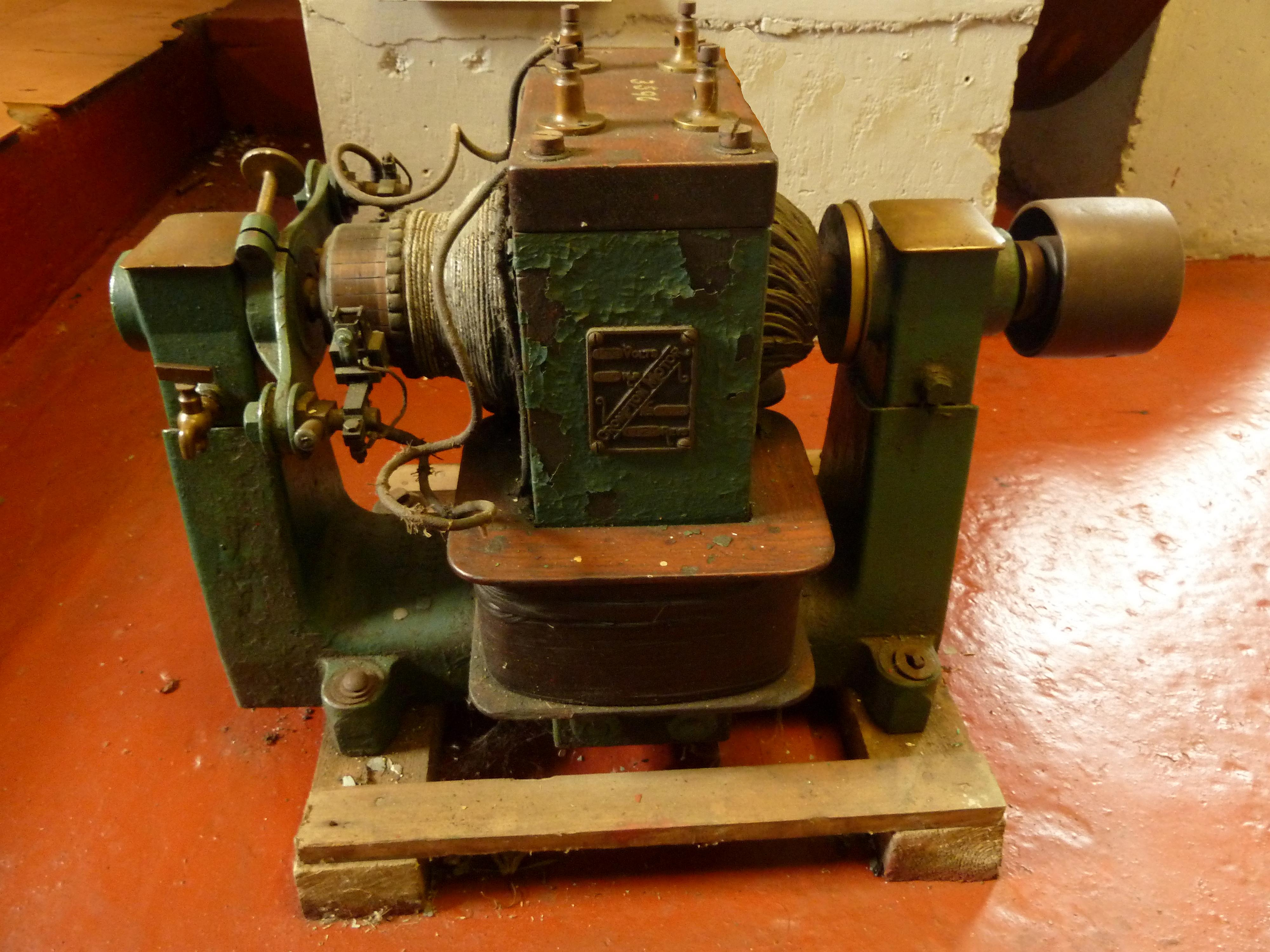
Dynamo v muzeu

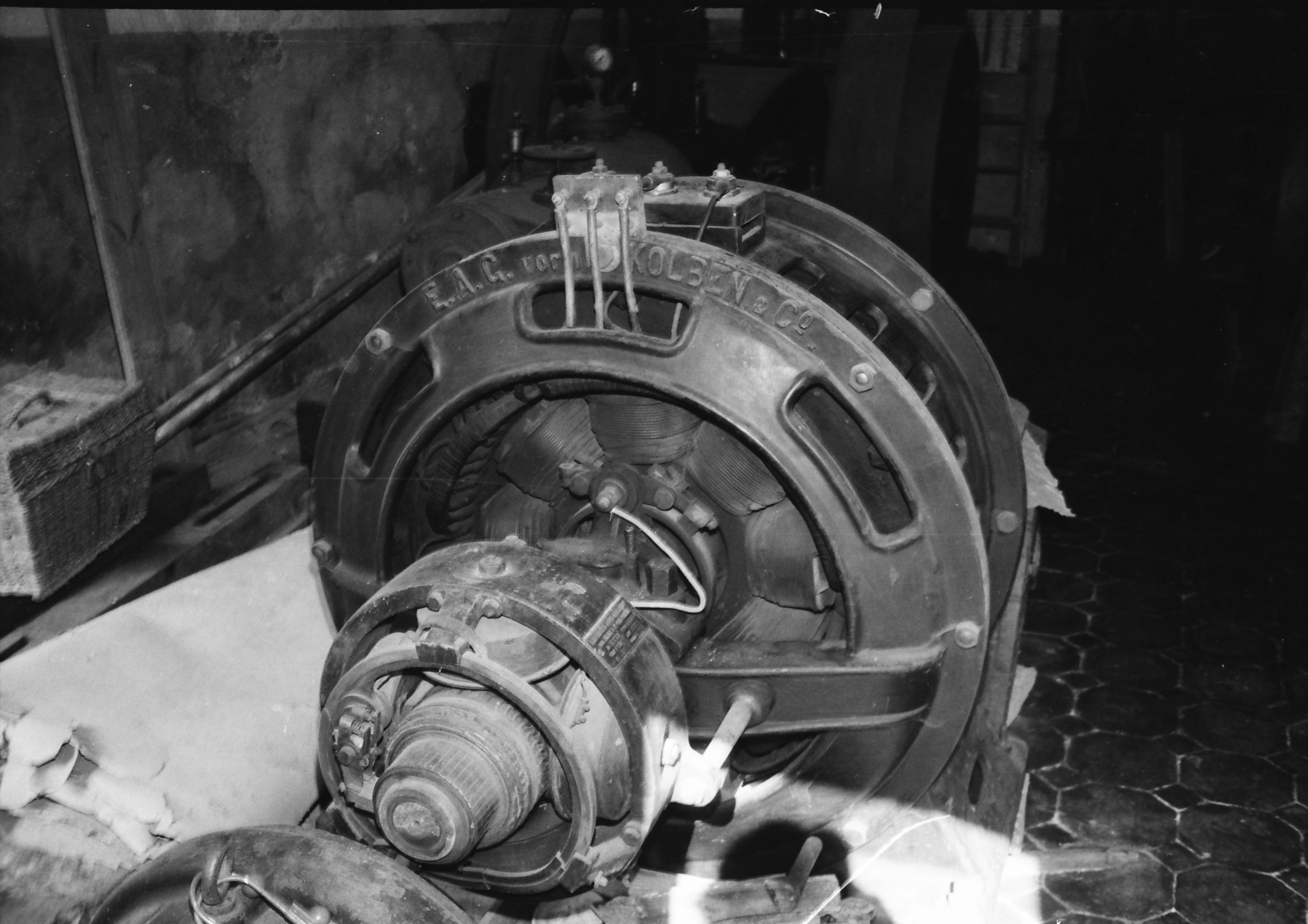
E.A.G

Dynamo je v elektrotechnice točivý elektrický stroj, který přeměňuje mechanickou energii na stejnosměrný proud (tj. elektrický generátor). Mechanickou energii dodává dynamu vnější zdroj (např. turbína, klika). Dynamo bylo prvním známým zdrojem elektrické energie, který mohl být využit v průmyslu a stalo se základem pro vynalezení dalších elektrických zařízení (elektromotor, alternátor, rotační konvertor). V současné době jsou dynama nahrazena alternátory, které jsou jednodušší, spolehlivější a levnější, i když vyžadují usměrňování střídavého proudu. Na dynamo můžeme pohlížet také jako na stejnosměrný motor provozovaný v generátorickém režimu.

## Historie

### Indukce s permanentními magnety
Faradayův disk byl prvním elektrickým generátorem. Magnet ve tvaru podkovy (A) vytvářel magnetické pole přes disk (D). Když se disk otáčel, indukoval se elektrický proud radiálním směrem ven ze středu k okraji. Proud tekl přes posuvný pružinový kontakt m (připojený k B') přes vnější obvod a zpět přes kontakt B do středu disku přes osu.
Princip činnosti elektromagnetických generátorů objevil v letech 1831–1832 Michael Faraday. Tento princip, později nazvaný Faradayův zákon, spočívá v tom, že v elektrickém vodiči, který obtéká proměnlivý magnetický tok, vzniká elektromotorická síla.

## Matematický popis
Chování dynama je možné popsat dvěma rovnicemi:
- {\displaystyle U_{i}=k\cdot \phi \cdot \omega } a
- {\displaystyle M_{Z}=k\cdot \phi \cdot I}; kde
  - Φ – magnetický tok buzení [Wb]
  - ω – úhlová rychlost kotvy [rad/s]
  - Ui – napětí indukované na vinutí kotvy [V]
  - I – proud vinutím kotvy [A]
  - MZ – moment na hřídeli kotvy [Nm]
  - k – konstanta dynama daná konstrukčním uspořádáním [-]

Pokud se rotor (kotva) protékaný budícím tokem Φ otáčí rychlostí ω, naindukuje se na svorkách kotvy napětí Ui. Pokud kotvu zatížíme a protéká jí proud I, působí proti směru otáčení zátěžný moment MZ.

## Konstrukce
Dynamo se skládá ze statoru tvořeného magnetem nebo elektromagnetem, rotoru s vinutím a komutátoru. Slouží k přeměně mechanické energie na stejnosměrný proud. Konstrukčně je podobné kartáčovému stejnosměrnému motoru používanému k opačnému účelu (pro výrobu mechanické energie z elektrické), takže lze takový motor použít i pro výrobu stejnosměrného elektrického proudu, například při rekuperaci elektrické energie při elektrodynamickém brzdění dopravních prostředků.

### Nevýhody
Nevýhodou dynama je přítomnost komutátoru a závislost výstupního napětí na otáčkách rotoru. Na komutátor doléhají kartáče, které přenáší vyrobenou energii z rotoru mimo dynamo. Kartáče se opotřebovávají otěrem o komutátor a jiskřením při přepínání vinutí cívek. Proto komutátor vyžadoval zejména u vysokých výkonů velmi častou údržbu. Nezanedbatelné byly u vysokých výkonů i přechodové odpory na komutátoru.
Dynamo s buzením může dosahovat vyšších výkonů než dynamo s permanentními magnety. U dynam, která nemají cizí buzení nebo permanentní magnet, může nastat problém s jejich rozjezdem. Dokud dynamo nevyrábí proud, není samo buzeno, a tudíž ani nemůže začít vyrábět proud. Při prvním rozjezdu je tedy třeba dodat rotujícímu dynamu malý proudový impuls, při pozdějších startech se už lze obvykle spolehnout na remanentní (zbytkový) magnetismus statoru z předchozí činnosti.

## Použití
Dynamo bylo používáno například ve starých automobilech, protože mohlo vyrábět stejnosměrný elektrický proud a při použití permanentních magnetů nepotřebuje buzení (a tedy ani přítomnost akumulátoru – staré automobily neměly baterii a startovaly se klikou). Zážehový motor potřebuje stejnosměrný elektrický proud pro činnost zapalovacích svíček. Jmenovité napětí u běžných nabíjecích dynam pro dopravní prostředky bývalo 6 V, 12 V nebo 24 V. Pro pohon strojů s elektrickým přenosem výkonu dosahovala napětí stovek voltů.
V současnosti je dynamo používáno jako součást některých alternátorů pro potřeby buzení – protože budící proud je mnohem nižší, než proud odebíraný z alternátoru, nedochází k takovému opotřebení komutátoru.
Až do nástupu polovodičových usměrňovačů bylo dynamo nejvýznamnějším zdrojem stejnosměrného proudu v průmyslu i dopravě. Dnes jsou dynama nahrazena spolehlivějšími a konstrukčně jednoduššími alternátory a zařízeními pro následné usměrnění a stabilizaci vyrobeného střídavého proudu na proud stejnosměrný (například současné automobily).

## Buzení
Podle způsobu zapojení buzení pro stator dělíme dynama na:
1. dynamo s permanentním magnetem
2. dynamo s cizím buzením – typicky v průmyslové výrobě elektrického proudu. Budicí proud zajišťovalo menší dynamo nebo proud z jiné elektrárny.
3. derivační dynamo – budicí vinutí zapojeno paralelně se zátěží – vhodné pro malé proudové odběry
4. sériové dynamo – budicí vinutí zapojeno sériově se zátěží
5. kompaundní dynamo – kombinace derivačního a sériového dynama.
  - Sériové vinutí statoru zajišťuje dostatečné buzení při malé impedanci zátěže, derivační vinutí při velké impedanci. Používá se při výrobě elektrické energie, kde je velmi proměnlivá zátěž, pro buzení synchronních třífázových generátorů.

### Obloukové svařování
Dynamo může používat antikompaundní zapojení pro regulaci při obloukovém svařování. Magneticky tok sériového vinutí pak působí proti magnetickému toku paralelního vinutí. Pro obloukové svařování umožňuje naprázdno nabuzení derivačním vinutím (zapalovací napětí oblouku). Po zapálení oblouku sériové vinutí odbudí dynamo a tím omezí zkratový proud na žádanou velikost. U motorů není prakticky použitelné.

## Záměna označení na jízdním kole
Zdroj proudu na jízdním kole, označovaný obvykle jako dynamo, je ve skutečnosti malý alternátor s mnohapólovým permanentním magnetem v rotoru a cívkami ve statoru, který vyrábí střídavý proud.